# Plataplochilus
Plataplochilus is een geslacht van straalvinnige vissen uit de familie van levendbarende tandkarpers (Poeciliidae).

## Soorten
- Plataplochilus cabindae (Boulenger, 1911)
- Plataplochilus chalcopyrus Lambert, 1963
- Plataplochilus loemensis (Pellegrin, 1924)
- Plataplochilus miltotaenia Lambert, 1963
- Plataplochilus mimus Lambert, 1967
- Plataplochilus ngaensis (Ahl, 1924)
- Plataplochilus pulcher Lambert, 1967
- Plataplochilus terveri (Huber, 1981)